# 安德魯·威爾基
安德魯·威爾基（Andrew Wilkie，1961年11月8日—）是一位澳洲政治人物，不屬於任何政黨。自2010年開始，他是丹尼生選區選出的澳大利亞眾議院的議員。他曾經加入過澳洲自由黨和澳洲綠黨。